# Rudolf-Harbig-Stadion
Rudolf-Harbig-Stadion er et stadion i den tyske by Dresden, som er hjemmebane for fodboldklubben Dynamo Dresden. Stadionet blev bygget i 1923, og senest ombygget i 2009. Stadionet er blevet omdøbt flere gange i løbets af sin historie, senest i 2018, da det vendte tilbage til det nuværende navn.
Under VM i fodbold for kvinder 2011, blev der spillet tre gruppekampe og en kvartfinale på stadionet.
51°02′25″N 13°44′52″Ø / 51.04028°N 13.74778°Ø